# Craniophora coronula
Craniophora coronula är en fjärilsart som beskrevs av Adrian Hardy Haworth 1809. Craniophora coronula ingår i släktet Craniophora och familjen nattflyn. Inga underarter finns listade i Catalogue of Life.